# Сямозерский район
Сямозерский район — административно-территориальная единица в составе Карельской АССР, существовавшая в 1927—1930 годах. Центром района была деревня Эссойла.
Сямозерский район был образован постановлением 2 сессии Центрального Исполнительного Комитета Карельской АССР VII созыва от 17 июля 1927 года. 29 августа того же года это решение было утверждено постановлением Президиума Всероссийского Центрального Исполнительного Комитета.
В состав района вошли Сямозерская волость полностью и Савиновский сельсовет Ведлозерской волости.
По данным 1928 года район включал 8 сельсоветов: Вешкельский, Кунгозерский, Лахтинский, Савиновский, Салминицкий, Сямозерский, Чалкосельгский и Часовенский.
В районе, по данным переписи 1926 года, проживало 10 215 человек, из них 96,6 % составляли карелы, 1,4 % — русские, 1,2 % — финны.
28 февраля 1930 года Президиум ЦИК Карельской АССР постановил объединить Святозерский район и Сямозерский район в новый Пряжинский район. Это решение было утверждено поставлением Президиума ВЦИК и СНК РСФСР от 20 апреля 1930 года «О сокращении сети районов Карельской АССР».